# Rudi Keil

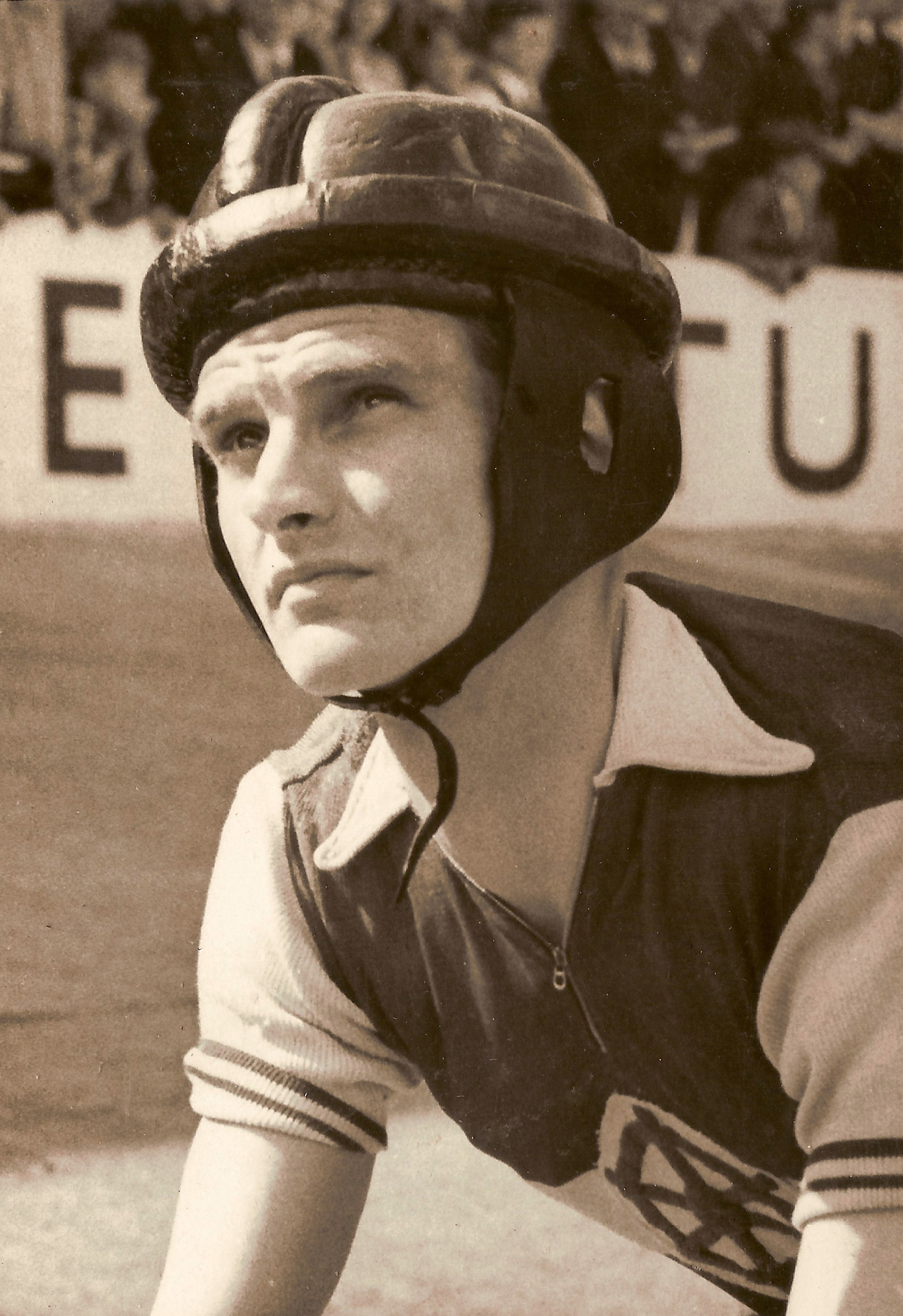
Rudi Keil auf der Radrennbahn Andreasried

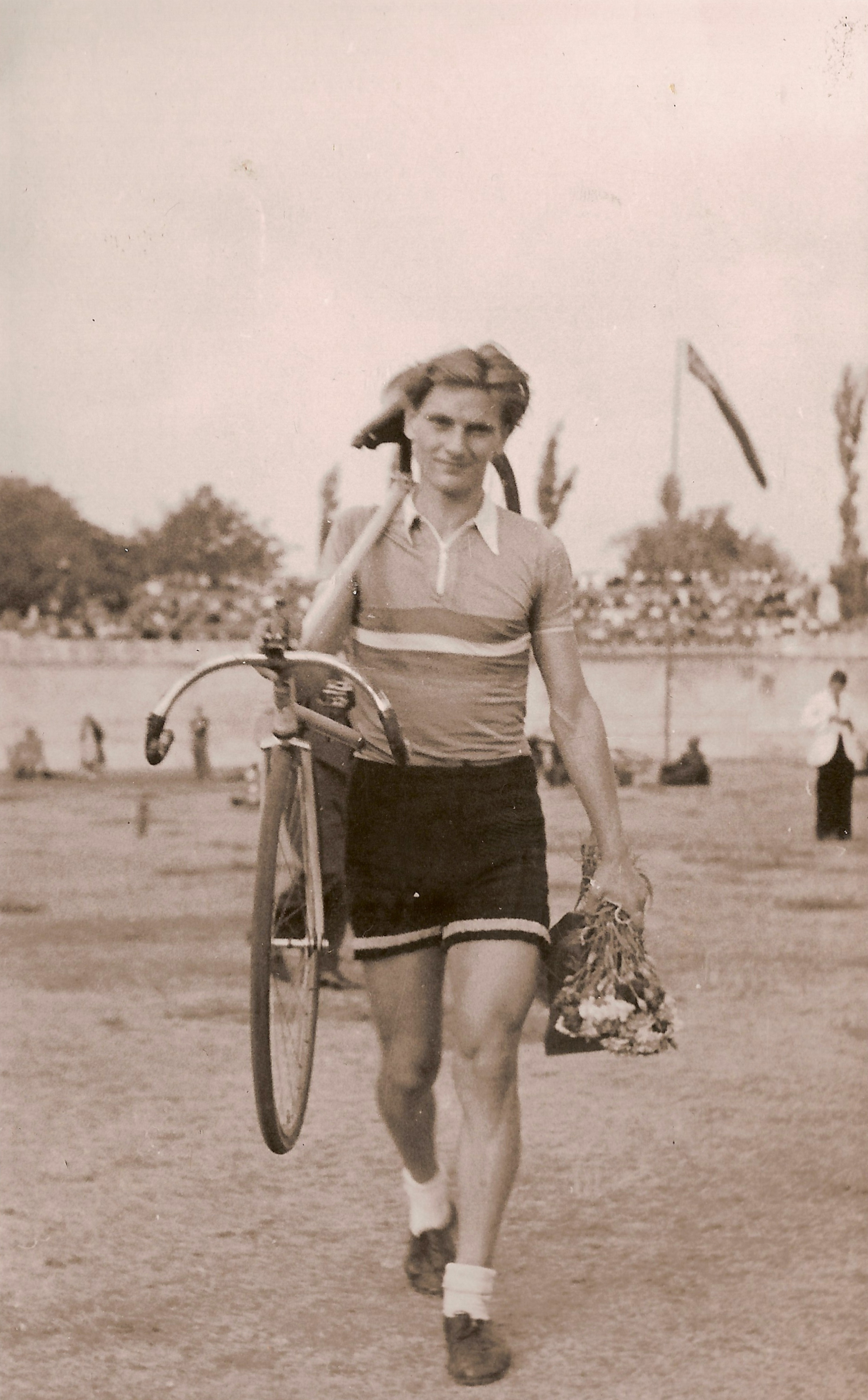
Rudi Keil nach dem Spurtsieg im Punktefahren 1951

Rudi Keil (* 24. Januar 1928 in Friedrichsdorf bei Erfurt; † 24. Juni 2018 in Erfurt) war ein deutscher Radrennfahrer.

## Sportliche Laufbahn
Keil stammte aus einer Radsportlerfamilie. Sein Vater war bei RC Diana 07 Erfurt in den 1920er Jahren aktiv und förderte die radsportlichen Neigungen der Söhne Rudi und Heinz nach Kräften.
1942 begann er beim „Ersten Schritt“ mit dem Radsport, zunächst auf einem Tourenrad. Bereits ein Jahr später gewann er das Jugendrennen Rund um die Hainleite. Kurz danach erhielt er seine erste echte Rennmaschine. 1944 gab es dann schon bei 42 Starts 28 Siege für ihn, er durfte sogar mit einer Sondergenehmigung an einem Amateurrennen der Männer teilnehmen. 1946 zog er sich eine Rippenfellentzündung zu, die lange Zeit keinerlei Sport zuließ. 1947 löste er dann gegen den Rat seines Arztes eine Lizenz als Berufsfahrer, 1948 erfolgte erste Versuche als Steher, noch auf einer Fliegermaschine. 1949 sammelten alte Erfurter Radsportfreunde Stehermaterial für ihn zusammen, sodass er nun gut ausgestattet hinter der Rolle starten konnte. Die Erfurter Rennleitung rief in diesem Jahr eine Steherschule ins Leben, bei der Keil sofort dabei war. Am 24. April gewann er das Abschlussrennen der Steherschule hinter Schrittmacher Karl Saldow und schon knapp vier Monate später am 20. August die Ostzonenmeisterschaft über 100 Kilometer hinter Schrittmacher Hans Käb.
Rudi Keil war nach dem Zweiten Weltkrieg in seinem typischen schwarzen Trikot mit grünem Streifen der Lokalmatador auf der Erfurter Radrennbahn. Seine Domäne waren die Steherrennen, bei denen er neben der Meisterschaft der damaligen Ostzone 1949 auch noch 1951 die DDR-Meisterschaft für Berufsfahrer gewann. 1953 wurde er nochmals Dritter der Meisterschaft. Seine größten Erfolge errang er hinter den Schrittmachern Hans Käb, Fritz Erdenberger und Walter Heßlich. 1950 wurde er zudem DDR-Meister der Berufsfahrer über 5000 Meter in der Einerverfolgung.
Keil startete auch immer wieder in den Westzonen bzw. der Bundesrepublik. Dort konnte er 1951 bei den gesamtdeutschen Stehermeisterschaften als einziger Starter aus Ostdeutschland den dritten Platz hinter Walter Lohmann und Jean Schorn erringen. Damit hatte er die Qualifikation für die Teilnahme an den UCI-Weltmeisterschaften erreicht, erhielt jedoch vom DDR-Verband keine Starterlaubnis. Das bedeutendste und traditionsreichste Rennen auf der Erfurter Radrennbahn (Andreasried) – das „Goldene Rad von Erfurt“ (ausgetragen seit 1910 mit dem ersten Sieger Hermann Przyrembel) – gewann er 1951 und 1952. Bei letzterem Rennen verunglückte am 9. September der Exweltmeister Erich Metze bei einem Sturz tödlich. Keil fuhr unmittelbar hinter Metze und entging nur knapp dem Sturz.
Am 15. Februar 1955 veröffentlichte der Radsportverband der DDR einen Beschluss seines Präsidiums, wonach alle noch aktiven Berufsfahrer und Schrittmacher aufgefordert wurden, sofort „Mitglied der demokratischen Sportbewegung“ zu werden und sich einer Betriebssportgemeinschaft (BSG) anzuschließen. Alle Aktiven, die diese Möglichkeit wahrnehmen würden, wären dafür von der üblichen zweijährigen Karenzzeit befreit und sofort bei den Amateuren startberechtigt. Der Beschluss trug ultimativen Charakter und endete mit einer Fristsetzung bis zum 28. Februar 1955. Nachdem er sich im März 1955 reamateurisieren ließ, startete er 1956 nochmals bei einer DDR-Meisterschaft der Steher und wurde dort Dritter hinter dem Sieger Erich Stammer. Als reamateurisierter Fahrer startete er gemeinsam mit dem ebenfalls reamateurisierten Erfurter Bruno Zieger für die BSG Post Berlin. Hier bestritt er auch wieder Straßenrennen und konnte mehrfach vordere Plätze belegen. Nach dem Ende seiner Laufbahn zog er wieder in seine Heimatstadt Erfurt zurück.

## Familiäres
Mit seinem Bruder Heinz Keil (DDR-Meister in der Mannschaftsverfolgung mit der BSG KWU Erfurt 1949) bildete er auch ein erfolgreiches Paar bei Wettbewerben im Zweier-Mannschaftsfahren.

## Privates
Keil, von Beruf Autoschlosser, wurde auf dem Gebiet seines Hobbys, der Hühnerzucht, ein bekannter Experte und wurde  mehrfach auch international ausgezeichnet. 2018 feierte er sein 70-jähriges Ehejubiläum. 1951 wirkte er an den Dreharbeiten zum DEFA-Film „Sein großer Sieg“, der im Radsportmilieu spielte, mit. Er doubelte den Hauptdarsteller Claus Holm in den Szenen auf dem Rennrad.